# MM64FD
MM64FD bzw. MM64FC bezeichnet zwei Schiffstypen von Doppelendfähren. Von den beiden nahezu identischen Typen wurden jeweils zwei Einheiten für die norwegische Reederei Boreal Transport Nord gebaut.

## Geschichte
Die Schiffstypen wurden von dem norwegischen Schiffsarchitekturbüro Multi Maritime in Førde entworfen. Die Fähren wurden im März 2012 bei der norwegischen Werft Fiskerstrand Verft in Fiskarstrand in Auftrag gegeben. Diese ließ die Schiffe bei der türkischen Werft ADA Shipyard in Istanbul bauen. Die Ausrüstung und Fertigstellung der Fähren erfolgte bei Fiskerstrand Verft. Die Fähren wurden 2013 bzw. 2014 an die Reederei Boreal Transport Nord abgeliefert, aus der 2016 die Reederei Boreal Sjø hervorging.
Die Fähren werden von Boreal Sjø von Søvik auf der Insel Alsten aus zu weiteren Inseln in den Kommunen Alstahaug und Herøy sowie von Stokkvågen aus zu verschiedenen Inseln in den Kommunen Lurøy und Træna eingesetzt.

## Beschreibung
Die beiden ansonsten baugleichen Typen unterscheiden sich in der Motorisierung und der Gestaltung des Fahrzeugdecks.
Die Fähren des Typs MM64FD werden von zwei Caterpillar-Dieselmotoren des Typs C32 ACERT mit jeweils 746 kW Leistung angetrieben. Bei den Fähren des Typs MM64FC kommen Caterpillar-Dieselmotoren des Typs 3512 TA mit jeweils 1425 kW Leistung zum Einsatz. Die Motoren wirken auf jeweils eine Propellergondel an den beiden Enden der Fähren. Die Dienstgeschwindigkeit der Fähren des Typs MM64FD wird mit 13,5 kn, die Höchstgeschwindigkeit mit 14 kn angegeben. Bei den Fähren des Typs MM64FC beträgt die Dienstgeschwindigkeit rund 15,5 kn, die Höchstgeschwindigkeit etwa 16,5 kn. Die Antriebsmotoren sind in zwei getrennten Maschinenräumen untergebracht. Für die Stromerzeugung stehen zwei Caterpillar-Dieselmotoren des Typs C9 TA mit jeweils 200 kW Leistung zur Verfügung, die jeweils einen Leroy-Somer-Generator antreiben.
Die Fähren verfügen über ein durchlaufendes Fahrzeugdeck mit fünf Fahrspuren. Die Länge des Fahrzeugdecks beträgt 62,40 m. Es kann mit 250 t belastet werden. Das Fahrzeugdeck ist bei den Einheiten des Typs MM64FD an den Enden nach oben offen und bei den Einheiten des Typs MM64FC vollständig geschlossen. Im mittleren Teil ist es von den Decksaufbauten überbaut. An beiden Enden befinden sich nach oben aufklappbare Visiere.
In dem Deck über dem Fahrzeugdeck sind die Einrichtungen für die Passagiere untergebracht. Hier ist auch ein Selbstbedienungsrestaurant eingerichtet. Darüber befindet sich das Deck mit den Einrichtungen für die Schiffsbesatzung sowie ein Deck mit Betriebsräumen. Darüber ist mittig das Steuerhaus aufgesetzt.

## Schiffe
| MM64FD / MM64FC | MM64FD / MM64FC | MM64FD / MM64FC                         | MM64FD / MM64FC | MM64FD / MM64FC |
| Bauname         | Typ             | Bauwerft Baunummer                      | IMO-Nummer      | Ablieferung     |
| --------------- | --------------- | --------------------------------------- | --------------- | --------------- |
| Herøysund       | MM64FD          | ADA Shipyard, 11 Fiskerstrand Verft, 73 | 9666405         | September 2013  |
| Husøy           | MM64FC          | ADA Shipyard, 12 Fiskerstrand Verft, 74 | 9663403         | November 2013   |
| Lovund          | MM64FC          | ADA Shipyard, 13 Fiskerstrand Verft, 75 | 9664471         | Dezember 2013   |
| Tenna           | MM64FD          | ADA Shipyard, 14 Fiskerstrand Verft, 76 | 9666065         | Januar 2014     |

Die Fähren werden unter der Flagge Norwegens betrieben. Heimathafen ist Sandnessjøen.